# Phylliroe lichtensteinii
Phylliroe lichtensteini è un mollusco nudibranchio della famiglia Phylliroidae.